# Fary Faye
Fary Faye, noto semplicemente come Fary (Dakar, 24 dicembre 1974), è un ex calciatore senegalese, di ruolo attaccante.

## Palmarès

### Club
- Coppa del Portogallo: 1

Beira-Mar: 1998-1999
- Campionato portoghese di seconda divisione: 1

Beira-Mar: 2009-2010

### Individuale
- Capocannoniere della Primeira Liga: 1

2002-2003 (18 reti, a pari merito con Simão Sabrosa)